# Lapela

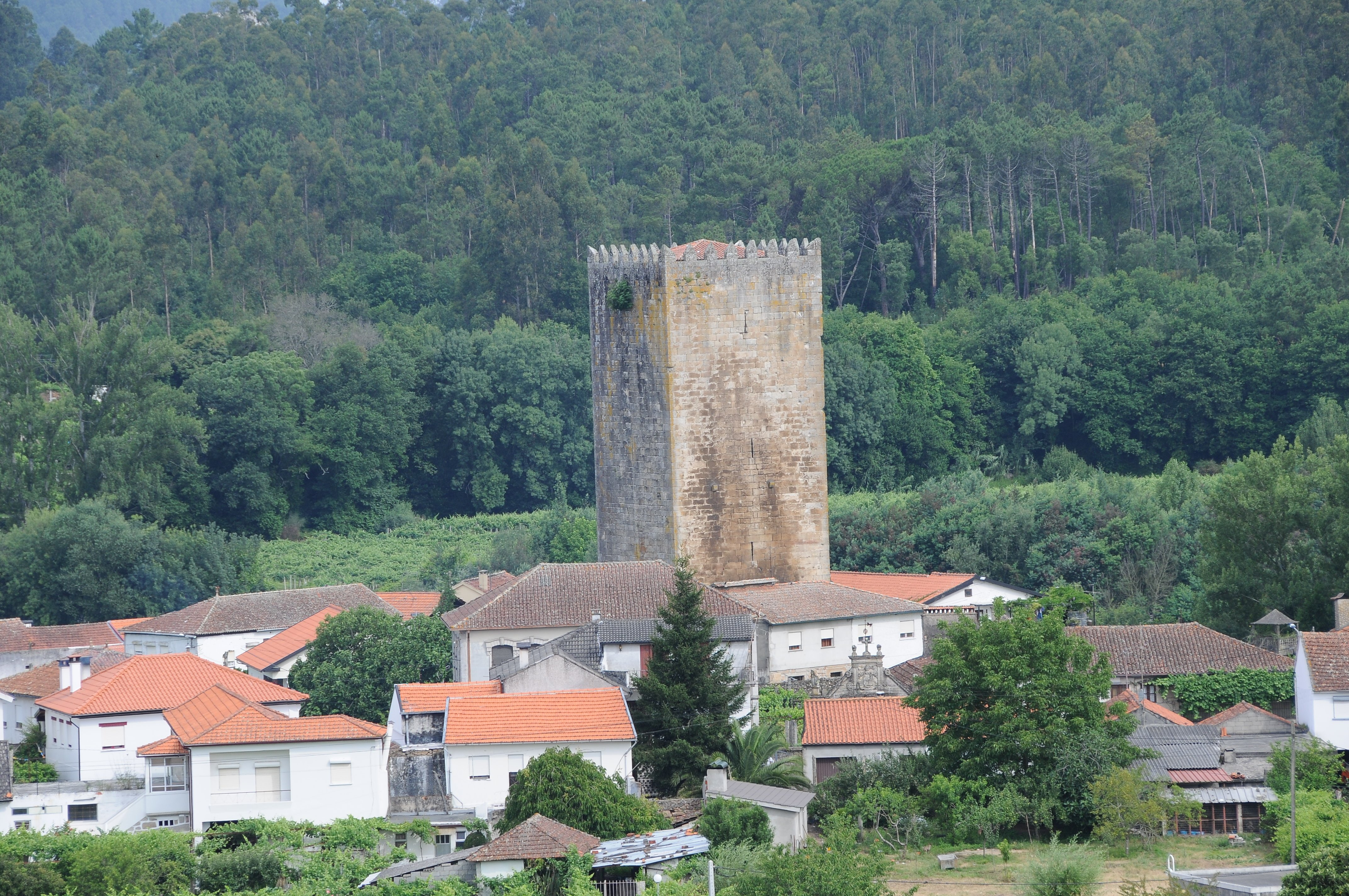
Lapela et sa tour

Lapela est une freguesia du concelho de Monção au Portugal, sa superficie est de 1,56 km2, elle comptait 248 habitants en 2001.

## Géographie
Située à l'ouest de Monção sur les rives du fleuve Minho.

## Histoire
La tour est le seul vestige du château de Lapella qui a été rasé au XVIIe siècle.
C'est sur le fleuve à Lapela que le vin de Monção embarquait à destination de l'Angleterre.

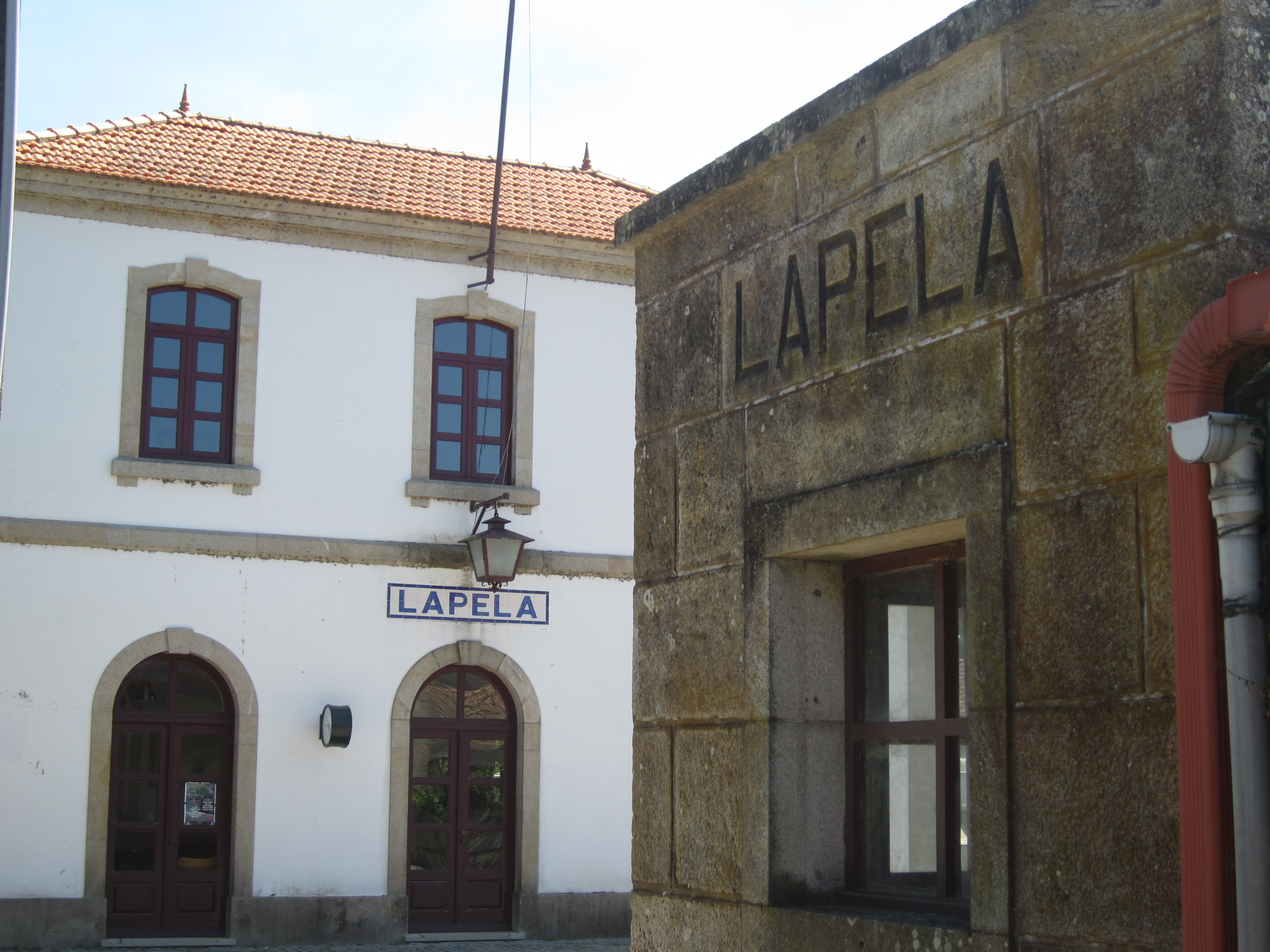
Ancienne gare